# Менін
Менін (англ. Menin 1) – білок, який кодується геном MEN1, розташованим у людей на довгому плечі 11-ї хромосоми. Довжина поліпептидного ланцюга білка становить 615 амінокислот, а молекулярна маса — 68 023.
| 10         |  | 20         |  | 30         |  | 40         |  | 50         |
| ---------- |  | ---------- |  | ---------- |  | ---------- |  | ---------- |
| MGLKAAQKTL |  | FPLRSIDDVV |  | RLFAAELGRE |  | EPDLVLLSLV |  | LGFVEHFLAV |
| NRVIPTNVPE |  | LTFQPSPAPD |  | PPGGLTYFPV |  | ADLSIIAALY |  | ARFTAQIRGA |
| VDLSLYPREG |  | GVSSRELVKK |  | VSDVIWNSLS |  | RSYFKDRAHI |  | QSLFSFITGW |
| SPVGTKLDSS |  | GVAFAVVGAC |  | QALGLRDVHL |  | ALSEDHAWVV |  | FGPNGEQTAE |
| VTWHGKGNED |  | RRGQTVNAGV |  | AERSWLYLKG |  | SYMRCDRKME |  | VAFMVCAINP |
| SIDLHTDSLE |  | LLQLQQKLLW |  | LLYDLGHLER |  | YPMALGNLAD |  | LEELEPTPGR |
| PDPLTLYHKG |  | IASAKTYYRD |  | EHIYPYMYLA |  | GYHCRNRNVR |  | EALQAWADTA |
| TVIQDYNYCR |  | EDEEIYKEFF |  | EVANDVIPNL |  | LKEAASLLEA |  | GEERPGEQSQ |
| GTQSQGSALQ |  | DPECFAHLLR |  | FYDGICKWEE |  | GSPTPVLHVG |  | WATFLVQSLG |
| RFEGQVRQKV |  | RIVSREAEAA |  | EAEEPWGEEA |  | REGRRRGPRR |  | ESKPEEPPPP |
| KKPALDKGLG |  | TGQGAVSGPP |  | RKPPGTVAGT |  | ARGPEGGSTA |  | QVPAPTASPP |
| PEGPVLTFQS |  | EKMKGMKELL |  | VATKINSSAI |  | KLQLTAQSQV |  | QMKKQKVSTP |
| SDYTLSFLKR |  | QRKGL      |  |            |  |            |  |            |

A: Аланін

C: Цистеїн

D: Аспарагінова кислота

E: Глутамінова кислота

F: Фенілаланін

G: Гліцин

H: Гістидин

I: Ізолейцин

K: Лізин

L: Лейцин

M: Метіонін

N: Аспарагін

P: Пролін

Q: Глутамін

R: Аргінін

S: Серин

T: Треонін

V: Валін

W: Триптофан

## Структура й функції
Цей білок за функціями належить до репресорів, регуляторів хроматину, фосфопротеїнів. 
Задіяний у таких біологічних процесах, як транскрипція, регуляція транскрипції, альтернативний сплайсинг. 
Білок має сайт для зв'язування з ДНК. 
Локалізований у ядрі.

## Клінічне значення
Автосомно-домінантний спадковий фенотип MEN1 призводить до розвитку множинної ендокринної неоплазії 1-го типу, що характеризується пухлинами гіпофізу, паращитоподібної та підшлункової залоз. В рідких випадках, мутація в MEN1 призводить до утворення пухлини наднирників.

## Фармакологія
Протиракові препарати, які здійснюють свій фармакологічний ефект, перешкоджаючи взаємодії меніну, включають зареєстрований лікарський засіб ревуменіб та експериментальні препарати ензоменіб, іковаменіб та зифтоменіб.

## Взаємодія
Менін взаємодіє з наступними білками:
- FANCD2[6]
- JUND[7]
- NFKB1
- MLL[8]
- RPA2[9]
- Віментин[10]